# Campeonato Mundial de Ciclismo em Pista de 1982
O LXXIX Campeonato Mundial de Ciclismo em Pista celebrou-se em Leicester (Reino Unido) entre 23 e 29 de agosto de 1982 baixo a organização da União Ciclista Internacional (UCI) e a Federação Britânica de Ciclismo.
As competições realizaram-se no Velódromo Saffron Lane da cidade britânica. Ao todo disputaram-se 14 provas, 12 masculinas (5 profissionais e 7 amador) e 2 femininas.

## Medalhistas

### Masculino profissional
| Evento                 | Ouro                         | Prata                                 | Bronze                        |
| ---------------------- | ---------------------------- | ------------------------------------- | ----------------------------- |
| Velocidade individual  | Koichi Nakano · Japão        | Gordon Singleton · Canadá             | Yavé Cahard · França          |
| Perseguição individual | Alain Bondue · França        | Hans-Henrik Ørsted · Dinamarca        | Maurizio Bidinost · Itália    |
| Carreira por pontos    | Urs Freuler · Suíça          | Gary Sutton · Austrália               | Roman Hermann · Liechtenstein |
| Keirin                 | Gordon Singleton · Canadá    | Daniel Clark · Austrália              | Toru Kitamura · Japão         |
| Meio fundo             | Martin Venix · Países Baixos | Wilfried Peffgen · Alemanha Ocidental | Bruno Vicino · Itália         |

### Masculinoamador
| Evento                  | Ouro                                                                                          | Prata                                                                                    | Bronze                                                                          |
| ----------------------- | --------------------------------------------------------------------------------------------- | ---------------------------------------------------------------------------------------- | ------------------------------------------------------------------------------- |
| Velocidade individual   | Serguei Kopylov · União Soviética                                                             | Lutz Tenhoßlich · Alemanha Oriental                                                      | Emzar Guelashvili · União Soviética                                             |
| Perseguição individual  | Detlef Macha · Alemanha Oriental                                                              | Rolf Gölz · Alemanha Ocidental                                                           | Mario Hernig · Alemanha Oriental                                                |
| Perseguição por equipas | União Soviética · Konstantin Jrabtsov · Alexandr Krasnov · Valeri Movchan · Serguei Nikitenko | Alemanha Ocidental · Roland Günther · Gerhard Strittmatter · Axel Bokeloh · Michael Marx | Alemanha Oriental · Detlef Macha · Mario Hernig · Gerald Buder · Volker Winkler |
| 1 km contrarrelógio     | Fredy Schmidtke · Alemanha Ocidental                                                          | Lothar Thoms · Alemanha Oriental                                                         | Emanuel Raasch · Alemanha Oriental                                              |
| Carreira por pontos     | Hans-Joachim Pohl · Alemanha Oriental                                                         | Michael Markussen · Dinamarca                                                            | Karl Krenauer · Áustria                                                         |
| Meio fundo              | Gabriël Minneboo · Países Baixos                                                              | Mattheus Pronk · Países Baixos                                                           | Rainer Podlesch · Alemanha Ocidental                                            |
| Tándem                  | Tchecoslováquia · Ivan Kučírek · Pavel Martínek                                               | Alemanha Ocidental · Dieter Giebken · Fredy Schmidtke                                    | Países Baixos · Sjaak Pieters · T Vrolijk                                       |

### Feminino
| Evento                 | Ouro                               | Prata                             | Bronze                                  |
| ---------------------- | ---------------------------------- | --------------------------------- | --------------------------------------- |
| Velocidade individual  | Connie Paraskevin · Estados Unidos | Sheila Young · Estados Unidos     | Claudia Lommatzsch · Alemanha Ocidental |
| Perseguição individual | Rebecca Twigg · Estados Unidos     | Connie Carpenter · Estados Unidos | Jeannie Longo · França                  |

## Medalheiro
| Ordem | País               | Medalha de ouro | Medalha de prata | Medalha de bronze | Total |
| ----- | ------------------ | --------------- | ---------------- | ----------------- | ----- |
| 1     | Alemanha Oriental  | 2               | 2                | 3                 | 7     |
| 2     | Estados Unidos     | 2               | 2                | 0                 | 4     |
| 3     | Países Baixos      | 2               | 1                | 1                 | 4     |
| 4     | União Soviética    | 2               | 0                | 1                 | 3     |
| 5     | Alemanha Ocidental | 1               | 4                | 2                 | 7     |
| 6     | Canadá             | 1               | 1                | 0                 | 2     |
| 7     | França             | 1               | 0                | 2                 | 3     |
| 8     | Japão              | 1               | 0                | 1                 | 2     |
| 9     | Tchecoslováquia    | 1               | 0                | 0                 | 1     |
| 9     | Suíça              | 1               | 0                | 0                 | 1     |
| 11    | Austrália          | 0               | 2                | 0                 | 2     |
| 11    | Dinamarca          | 0               | 2                | 0                 | 2     |
| 13    | Itália             | 0               | 0                | 2                 | 2     |
| 14    | Áustria            | 0               | 0                | 1                 | 1     |
| 14    | Liechtenstein      | 0               | 0                | 1                 | 1     |
|       | TOTAL              | 14              | 14               | 14                | 42    |